# Studia Mathematica
Studia Mathematica is een Pools wiskundig tijdschrift, dat in 1929 werd opgericht door Stefan Banach en Hugo Steinhaus. Het tijdschrift accepteert artikelen in het Engels, Frans, Duits of Russisch, voornamelijk op het gebied van de functionaalanalyse en daarmee verwante deelgebieden van de wiskunde zoals de kansrekening.